# Psammisia graebneriana
Psammisia graebneriana är en ljungväxtart som beskrevs av Hørold. Psammisia graebneriana ingår i släktet Psammisia och familjen ljungväxter. Inga underarter finns listade i Catalogue of Life.